# 富津村 (熊本県)
富津村（とみつむら）は、熊本県の天草諸島、天草下島に存在していた村。

## 歴史
- 1896年（明治26年）1月26日 - 崎津村と今富村が合併し富津村が発足。
- 1954年（昭和29年）11月1日 - 富津村が新合村・一町田村と合併して河浦町が発足。